# Лонок (Арканзас)
Лонок (англ. Lonoke) — місто (англ. city) в США, в окрузі Лоноук штату Арканзас. Населення — 4276 осіб (2020).

## Географія
Лонок розташований за координатами 34°47′27″ пн. ш. 91°54′27″ зх. д. / 34.79083° пн. ш. 91.90750° зх. д. (34.790792, -91.907367).  За даними Бюро перепису населення США в 2010 році місто мало площу 12,68 км², з яких 11,92 км² — суходіл та 0,75 км² — водойми.

## Демографія
Згідно з переписом 2010 року, у місті мешкало 4245 осіб у 1595 домогосподарствах у складі 1085 родин. Густота населення становила 335 осіб/км².  Було 1773 помешкання (140/км²). 
Расовий склад населення:
| - 70,9 % — білих - 25,3 % — чорних або афроамериканців - 0,4 % — азіатів - 0,2 % — корінних американців - 2,3 % — осіб інших рас |

До двох чи більше рас належало 0,9 %. Іспаномовні складали 3,3 % від усіх жителів.
За віковим діапазоном населення розподілялося таким чином: 25,1 % — особи молодші 18 років, 57,1 % — особи у віці 18—64 років, 17,8 % — особи у віці 65 років та старші. Медіана віку мешканця становила 39,2 року. На 100 осіб жіночої статі у місті припадало 87,7 чоловіків;  на 100 жінок у віці від 18 років та старших — 82,7 чоловіків також старших 18 років.
Середній дохід на одне домашнє господарство  становив 49 716 доларів США (медіана — 43 366), а середній дохід на одну сім'ю — 56 153 долари (медіана — 46 402). Медіана доходів становила 46 272 долари для чоловіків та 33 585 доларів для жінок. За межею бідності перебувало 19,4 % осіб, у тому числі 28,0 % дітей у віці до 18 років та 9,5 % осіб у віці 65 років та старших.
Цивільне працевлаштоване населення становило 1724 особи. Основні галузі зайнятості: освіта, охорона здоров'я та соціальна допомога — 29,5 %, виробництво — 12,8 %, мистецтво, розваги та відпочинок — 10,5 %.